# Salvia absconditiflora
Salvia absconditiflora là một loài thực vật có hoa trong họ Hoa môi. Loài này được Greuter & Burdet miêu tả khoa học đầu tiên năm 1985.